# Zanja Honda
Zanja Honda (spanisch für „tiefe Grube“) ist eine Ortschaft im Departamento Santa Cruz im südamerikanischen Anden-Staat Bolivien.

## Lage im Nahraum
Zanja Honda ist der drittgrößte Ort des Kanton Curiche im Municipio Cabezas in der Provinz Cordillera. Die Ortschaft liegt auf einer Höhe von 529 m zwischen den Ortschaften Basilio (18 Kilometer) im Norden und Mora (19 Kilometer) im Süden.
Während die Region östlich von Zanja Honda bis zum 30 Kilometer entfernten Río Grande ebenso wie die 10 km westlich der Ortschaft landwirtschaftlich intensiv genutzt ist, schließt sich weiter im Westen ein etwa 10 Kilometer breiter Streifen dicht bewaldeten Berglandes an, der im Süden vom Río Seco Florida begrenzt wird und im Norden von der Ruta 7 zwischen Tiquipaya und Limoncito.

## Geographie
Zanja Honda liegt im bolivianischen Tiefland südöstlich der bolivianischen Cordillera Oriental im Bereich des subtropischen Klimas und ist geprägt durch eine halbjährige Trockenzeit, die von Mai bis Oktober reicht.
Die Durchschnittstemperatur der Region beträgt etwa 24 °C (siehe Klimadiagramm Cabezas), die Monatswerte schwanken zwischen 20 °C im Juni und Juli und 27 °C im Dezember und Januar. Der Jahresniederschlag beträgt 800 mm, die niederschlagsstärksten Monate sind Januar und Februar mit 130 mm, die trockensten Monate Juli und August mit weniger als jeweils 20 mm im langjährigen Durchschnitt.

## Verkehrsnetz
Zanja Honda liegt in einer Entfernung von 63 Straßenkilometern südlich von Santa Cruz, der Hauptstadt des gleichnamigen Departamentos.
Von Santa Cruz führt die asphaltierte Nationalstraße Ruta 9 in südlicher Richtung über El Carmen und Basilio nach Zanja Honda und weiter über Cabezas, Abapó, Ipitá und Villamontes nach Yacuiba an der Grenze zu Argentinien.
Zanja Honda ist außerdem Haltepunkt an der Bahnlinie zwischen Santa Cruz und Yacuiba, die Fahrzeit von Zanja Honda bis Santa Cruz beträgt etwa zwei Fahrstunden.

## Bevölkerung
Die Einwohnerzahl der Ortschaft ist in den vergangenen beiden Jahrzehnten um etwa zwei Drittel angestiegen:
| Jahr | Einwohner | Quelle       |
| ---- | --------- | ------------ |
| 1992 | 479       | Volkszählung |
| 2001 | 503       | Volkszählung |
| 2012 | 846       | Volkszählung |
| 2024 |           | Volkszählung |

Die Region weist noch einen gewissen Anteil an indigener Bevölkerung auf: Im Municipio Cabezas sprechen 9,0 Prozent der Bevölkerung Quechua und 6,8 Prozent Guaraní.